# Badhoevedorp

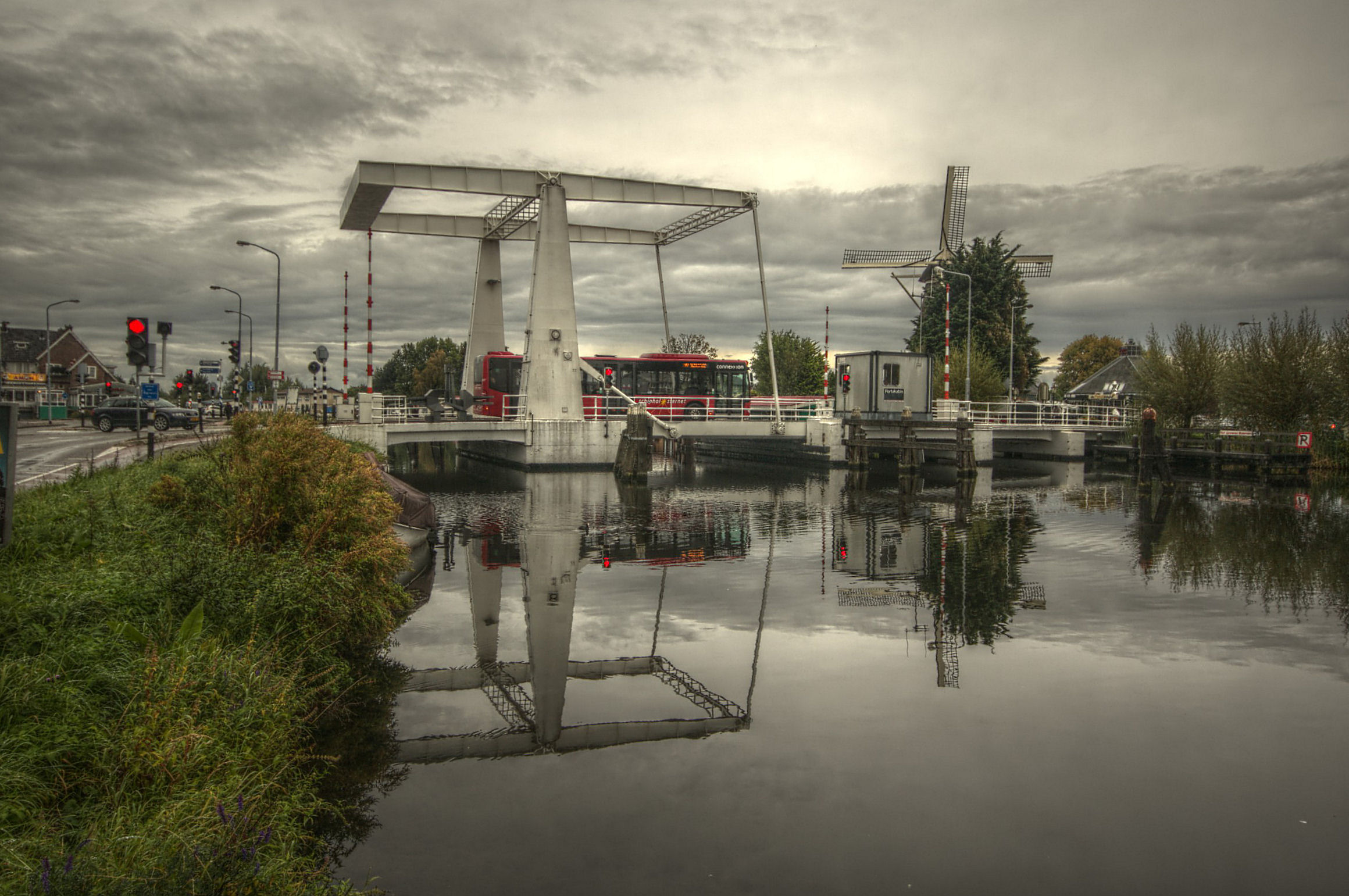
Sloterbrug förbinder Badhoevedorp med Amsterdam.

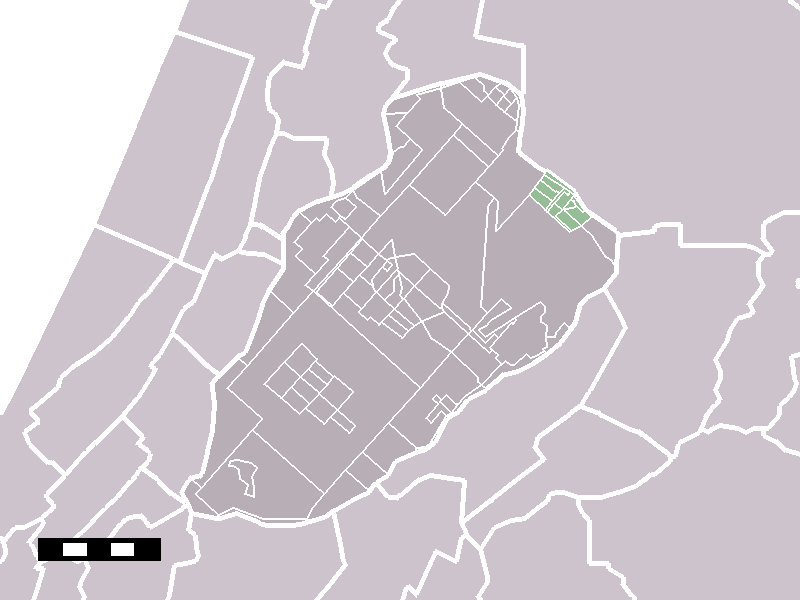
Badhoevedorps läge i Haarlemmermeer

Badhoevedorp är ett samhälle i kommunen Haarlemmermeer i Noord-Holland, Nederländerna. Samhället hade år 2008 runt 11 800 invånare. Badhoevedorp ligger vid Ringvaartkanalen. 